# Mitropacupen
Mitropacupen (tyska: Mitropapokal), internationell europeisk klubbturnering i fotboll för herrar. Turneringen spelades, med undantag för vissa avbrott, åren 1927-1992. Som namnet antyder var det en turnering för lag från stater på den europeiska kontinentens mellersta delar.

## Historia

### Segrare
| - 1927: Sparta Prag - 1928: Ferencváros - 1929: Újpest - 1930: Rapid Wien - 1931: First Vienna - 1932: Bologna - 1933: Austria Wien - 1934: Bologna - 1935: Sparta Prag - 1936: Austria Wien - 1937: Ferencváros - 1938: Slavia Prag - 1939: Újpest - 1940: Finalen ställdes in på grund av Andra världskriget. - 1951: Rapid Wien - 1955: Vörös Lobogó - 1956: Vasas - 1957: Vasas | - 1958: Röda stjärnan - 1959: Budapest Honvéd - 1960: Ungern (Resultat från 6 klubbar från 5 länder räknades med) - 1961: Bolonga - 1962: Vasas - 1963: MTK Hungária - 1964: Sparta Prag - 1965: Vasas - 1966: Fiorentina - 1967: Spartak Trnava - 1968: Röda stjärnan - 1969: Inter Bratislava - 1970: Vasas - 1971: Čelik Zenica - 1972: Čelik Zenica - 1973: Bányász Tatabánya - 1974: Bányász Tatabánya | - 1975: SSW Innsbruck - 1976: SSW Innsbruck - 1977: Vojvodina - 1978: Partizan - 1979: ingen tävling - 1980: Udinese Calcio - 1981: Tatran Prešov - 1982: AC Milan - 1983: Vasas - 1984: Eisenstadt - 1985: Iskra Bugojno - 1986: Pisa - 1987: Ascoli Calcio - 1988: Pisa - 1989: Banik Ostrau - 1990: Bari - 1991: Torino Calcio - 1992: Borac Banja Luka |